# Marco Saravia
Marco Antonio Saravia Antinori (Lima, Perú, 6 de febrero de 1999) es un futbolista peruano. Juega como defensa central y su equipo actual es Defensor Sporting de la Liga AUF Uruguaya.

## Trayectoria

### Primeros años
Saravia estudió en el Colegio Isabel Flores de Oliva, en San Isidro. Comenzó a jugar al fútbol a los cinco años, después de que sus padres lo llevaran a una escuela deportiva. Luego fue al Lima C. F. C. y más tarde a la Academia Cantolao, donde jugó durante 8 años. Durante el 2015 y 2016 estuvo en Sporting Cristal.

### Deportivo Municipal
Saravia se unió al Deportivo Municipal en el 2017, comenzando en el equipo de reserva del club y siendo ascendido seis meses después al primer equipo por Gerardo Ameli. Hizo su debut oficial con el primer equipo el 21 de octubre de 2017 contra Sport Huancayo. Inició en el banquillo pero sustituyó a José Guidino en el descanso. Jugó un partido más para Municipal en la temporada 2017.
En diciembre de 2017 se confirmó que Saravia jugaría para el Grêmio brasileño en calidad de cedido para la temporada 2018, donde principalmente iba a jugar para la selección sub-20 del club. Sin embargo, Saravia reveló a mediados de agosto que estaba considerando regresar a Municipal, porque no le quedaban más juegos oficiales hasta fin de año, luego de que el equipo sub-20 de Grêmio fuera eliminado del torneo sub-20. Más tarde, el mismo día, anunció en Instagram que había regresado a Perú. Después de regresar, fue cedido al Unión Comercio por el resto del año, donde hizo dos apariciones en la Primera División peruana.
En la temporada 2019, Saravia fue cedido al club peruano de Segunda División, Unión Huaral. Hizo un total de 16 apariciones y anotó un gol. Luego regresó a Municipal para la temporada 2020, donde continuó jugando para el equipo de reserva.

### Cusco F. C.
En el verano de 2020, Saravia se mudó al Cusco. Marcó su primer gol con el club en el empate 1-1 ante Deportivo Municipal.
A inicios del 2021 regresa a Deportivo Municipal, club dueño de su pase. Aquel año tuvo buenas actuaciones, por lo cual renovó su contrato por 2 temporadas más. En el 2022 tuvo su mejor año futbolìstico, siendo titular indiscutible para el club edil.

### Universitario de Deportes
A mediados del 2022 fue buscado por Manuel Barreto, sin embargo, esperó hasta fin de año para decidir. En noviembre del 2022 Universitario se encontraba en búsqueda de un defensa central nacional para reemplazar a Nelinho Quina. Paolo Fuentes y Saravia eran opciones, finalmente se decidieron por Saravia. A pesar de tener contrato vigente con Municipal, logró desvincularse para llegar como jugador libre a Universitario de Deportes fichando por todo el 2023. Aquella temporada salió campeón nacional al vencer en la final a Alianza Lima, obteniendo su primer título nacional. El 6 de diciembre es oficial su renovación por todo el 2024. En el 2024 debuta en Copa Libertadores, en la victoria 2 a 1 a Liga de Quito en el Estadio Monumental. A final de año sería bicampeón nacional con el plantel crema en el año de su centenario. En diciembre, Universitario anunció que Saravia sería cedido a Cusco FC para la temporada 2025.

## Selección nacional
Saravia formó parte del equipo peruano de los Juegos Olímpicos de la Juventud de Nankín 2014, que ganó el torneo. En enero de 2019, fue convocado para la selección peruana sub-20, que iba a disputar el Campeonato Sudamericano sub-20 2019. Debutó el 26 de enero de 2019 contra Argentina, que Perú perdió 0-1. En enero de 2020, también fue convocado para la selección peruana sub-23, sin embargo, estuvo sentado en el banquillo en los cuatro partidos.

### Participación en Juegos Olímpicos de la Juventud
| Competencia                | Sede   | Resultado | Part. | Goles |
| -------------------------- | ------ | --------- | ----- | ----- |
| Juegos de la Juventud 2014 | Nankín | 1.º lugar | 4     | 0     |

### Participación en Campeonatos Sudamericanos
| Torneo                      | Sede     | Resultado      | Part. | Goles |
| --------------------------- | -------- | -------------- | ----- | ----- |
| Sudamericano Sub-17 de 2015 | Paraguay | Fase de grupos | 2     | 0     |
| Sudamericano Sub-20 de 2019 | Chile    | Fase de grupos | 1     | 0     |
| Preolímpico Sub-23 de 2020  | Colombia | Fase de grupos | 0     | 0     |

## Estadísticas

### Clubes
Actualizado de acuerdo al último partido jugado el 24 de abril de 2024.
| Club                             | Div.          | Temporada     | Liga  | Liga  | Copas nacionales | Copas nacionales | Copas internacionales | Copas internacionales | Total | Total |
| Club                             | Div.          | Temporada     | Part. | Goles | Part.            | Goles            | Part.                 | Goles                 | Part. | Goles |
| -------------------------------- | ------------- | ------------- | ----- | ----- | ---------------- | ---------------- | --------------------- | --------------------- | ----- | ----- |
| Deportivo Municipal · Perú       | 1.ª           | 2017          | 2     | 0     | —                | —                | 0                     | 0                     | 2     | 0     |
| Deportivo Municipal · Perú       | Total club    | Total club    | 2     | 0     | 0                | 0                | 0                     | 0                     | 2     | 0     |
| Grêmio · Brasil                  | 1.ª           | 2018          | 0     | 0     | —                | —                | —                     | —                     | 0     | 0     |
| Grêmio · Brasil                  | Total club    | Total club    | 0     | 0     | 0                | 0                | 0                     | 0                     | 0     | 0     |
| Unión Comercio · Perú            | 1.ª           | 2018          | 2     | 0     | —                | —                | —                     | —                     | 2     | 0     |
| Unión Comercio · Perú            | Total club    | Total club    | 2     | 0     | 0                | 0                | 0                     | 0                     | 2     | 0     |
| Unión Huaral · Perú              | 2.ª           | 2019          | 16    | 1     | 2                | 0                | —                     | —                     | 18    | 1     |
| Unión Huaral · Perú              | Total club    | Total club    | 16    | 1     | 0                | 0                | 0                     | 0                     | 18    | 1     |
| Cusco F. C. · Perú               | 1.ª           | 2020          | 18    | 1     | —                | —                | 0                     | 0                     | 18    | 1     |
| Cusco F. C. · Perú               | Total club    | Total club    | 18    | 1     | 0                | 0                | 0                     | 0                     | 18    | 1     |
| Deportivo Municipal · Perú       | 1.ª           | 2021          | 17    | 0     | 2                | 0                | —                     | —                     | 19    | 0     |
| Deportivo Municipal · Perú       | 1.ª           | 2022          | 30    | 2     | —                | —                | —                     | —                     | 30    | 2     |
| Deportivo Municipal · Perú       | Total club    | Total club    | 49    | 2     | 2                | 0                | 0                     | 0                     | 51    | 2     |
| Universitario de Deportes · Perú | 1.ª           | 2023          | 21    | 1     | —                | —                | 3                     | 0                     | 24    | 1     |
| Universitario de Deportes · Perú | 1.ª           | 2024          | 1     | 0     | —                | —                | 3                     | 0                     | 4     | 0     |
| Universitario de Deportes · Perú | Total club    | Total club    | 22    | 1     | 0                | 0                | 6                     | 0                     | 28    | 1     |
| Cusco F. C. · Perú               | 1.ª           | 2025          | -     | -     | —                | —                | -                     | -                     | -     | -     |
| Cusco F. C. · Perú               | Total club    | Total club    | -     | -     | -                | -                | -                     | -                     | -     | -     |
| Total carrera                    | Total carrera | Total carrera | 107   | 5     | 4                | 0                | 6                     | 0                     | 117   | 5     |

## Palmarés

### Títulos nacionales
| Título          | Club                      | País | Año  |
| --------------- | ------------------------- | ---- | ---- |
| Torneo Clausura | Universitario de Deportes | Perú | 2023 |
| Liga 1          | Universitario de Deportes | Perú | 2023 |
| Torneo Apertura | Universitario de Deportes | Perú | 2024 |
| Torneo Clausura | Universitario de Deportes | Perú | 2024 |
| Liga 1          | Universitario de Deportes | Perú | 2024 |

### Títulos internacionales
| Título                          | Equipo      | País   | Año  |
| ------------------------------- | ----------- | ------ | ---- |
| Juegos Olímpicos de la Juventud | Perú Sub-15 | Nankín | 2014 |